# Catenula sekerai
Catenula sekerai är en plattmaskart. Catenula sekerai ingår i släktet Catenula och familjen Catenulidae. Inga underarter finns listade i Catalogue of Life.